# Inari-Samisch
Inari-Samisch (anarâškielâ) is een Fins-Oegrische, Samische taal gesproken in Finland door ongeveer 400 mensen. Het grootste deel van deze mensen heeft een middelbare leeftijd of is ouder en leeft in de Finse gemeente Inari. Het is de enige Samische taal die alleen wordt gesproken in Finland. De taal is geclassificeerd als een bedreigde taal, omdat slechts een paar kinderen de taal nog maar leren spreken.

## Alfabet
Inari-Samisch gebruikt het Latijnse alfabet uitgebreid met de volgende letters: Áá Ââ Ää Čč Đđ Šš Žž.

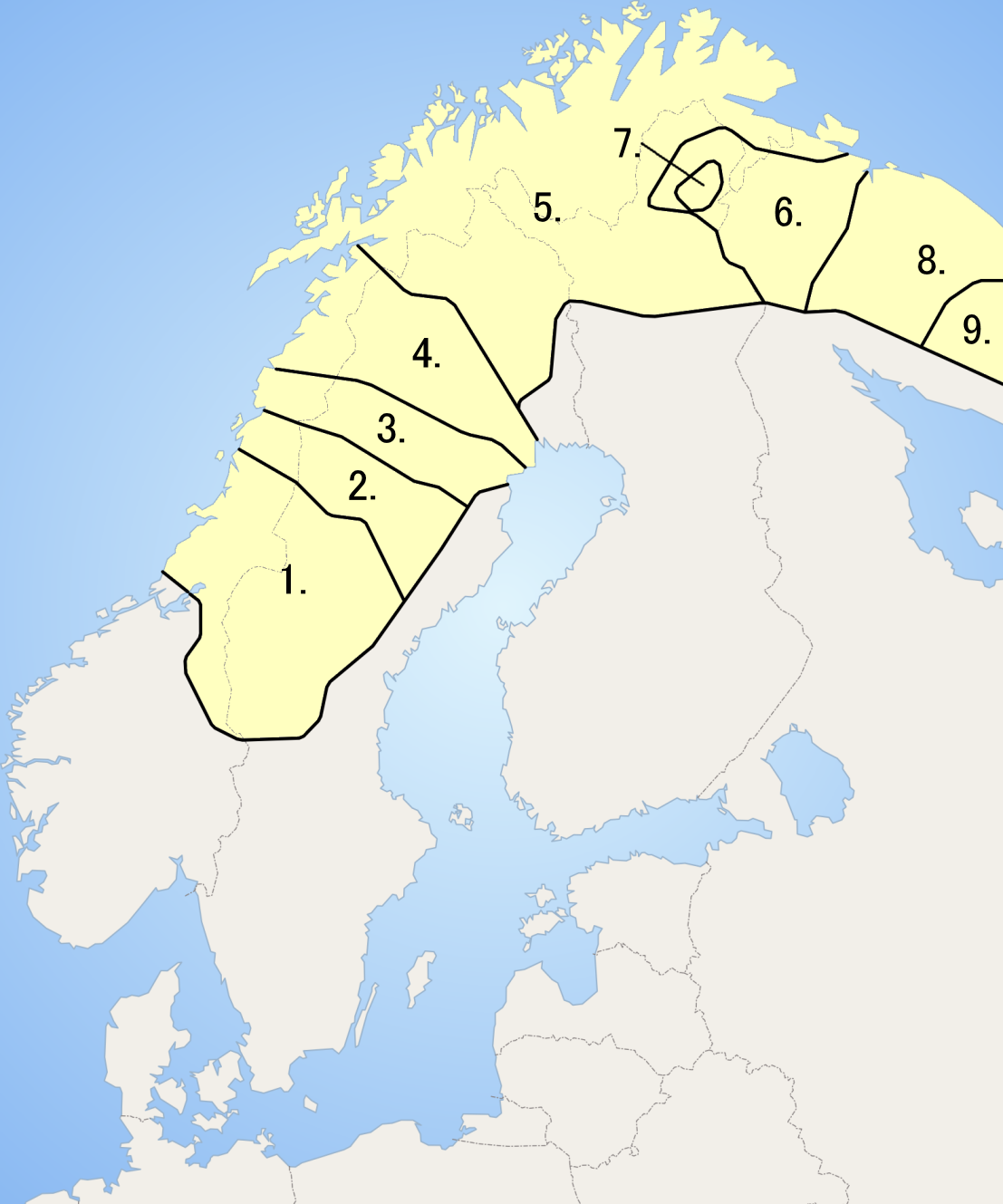
Inari-Samisch wordt vooral gesproken in nummer zeven

| А а | (Â â) | B b | C c | Č č | D d   | Đ đ | E e |
| F f | G g   | H h | I i | J j | K k   | L l | M m |
| N n | O o   | P p | R r | S s | Š š   | T t | U u |
| V v | Y y   | Z z | Ž ž | Ä ä | (Á á) |     |     |